# Okumiya Daichi
Okumiya Daichi (屋宮 大地 Okumiya Daichi, sinh ngày 27 tháng 11 năm 1988) là một cầu thủ bóng đá người Nhật Bản.

## Sự nghiệp thi đấu
Okumiya Daichi thi đấu cho Honda Lock và FC Ryukyu từ năm 2011 đến năm 2015.